# 윌리스 타워스 왓슨
윌리스 타워스 왓슨(Willis Towers Watson plc)은 WTW라는 브랜드로 로고에 wtw로 표시되어 있으며 보험 서비스를 제공하는 영국계 미국인 다국적 기업이다. 이 회사는 윌리스 그룹과 타워스 왓슨이 합병되어 2016년에 설립되었다.

## 개요
WTW는 140개 이상의 국가에서 운영되고 있으며 직원 수는 40,000명 이상이다. 헤지펀드 표준 위원회에 가입했으며 회원들이 승인한 모범 사례 표준의 자발적인 코드를 따른다.

## 역사
전 윌리스 타워스 왓슨(Willis Towers Watson)은 런던에 본사를 둔 윌리스 그룹(Willis Group)과 알링턴군에 본사를 둔 타워스 왓슨(Towers Watson)의 합병으로 형성되었다. 타워스 왓슨은 2009년 타워스 페린(Towers Perrin)과 왓슨 와이어트(Watson Wyatt)의 합병으로 탄생했다.
WTW는 2022년 1월 10일부터 나스닥 주식 기호를 "WLTW"에서 "WTW"로 변경했다.